# Desiderato di Bourges
Desiderato (... – Bourges, VI secolo) fu vescovo di Bourges a metà del VI secolo, venerato come santo dalla Chiesa cattolica.
Nei dittici dell'arcidiocesi di Bourges, san Desiderato appare al 23º posto, tra i santi vescovi Arcadio, documentato per l'ultima volta nel 541, e Probiano, attestato storicamente per la prima volta ad agosto o settembre 552.
I martirologi ricordano che, prima di diventare vescovo, Desiderato era guardasigilli dei re Clotario I e Childeberto I; e che durante il suo episcopato fece costruire la basilica di San Sinforiano, successivamente dedicata a Sant'Ursino, protovescovo di Bourges. Di san Desiderato esiste anche una Vita, che non ha alcun valore storico, poiché ricalca quella di sant'Audoeno di Rouen, eccetto i nomi propri.
Storicamente, Desiderato è attestato al concilio di Orléans, celebrato il 28 ottobre 549, durante il quale, oltre ad alcune misure di carattere disciplinare, furono condannati gli errori teologici di Nestorio e Eutiche. Desiderato sottoscrisse gli atti conciliari al 5º posto, tra Nicezio di Treviri e Aspasio di Eauze.
Morì l'8 maggio, di un anno incerto fra il 550, il 551 e il 552.
Assente nel Martirologio Romano redatto dal Baronio, il suo nome è stato inserito nel nuovo Martirologio Romano, riformato a norma dei decreti del Concilio Vaticano II, alla data dell'8 maggio, dove il santo è ricordato con queste parole: